# Harpiocephalus harpia
Harpiocephalus harpia é uma espécie de morcego da família Vespertilionidae. Pode ser encontrada na Índia, Indonésia, Filipinas e República da China.